# John Morrissey (Fußballspieler)
John Joseph Morrissey (* 8. März 1965 in Liverpool) ist ein ehemaliger englischer Fußballspieler. Als rechter Flügelspieler und „klassische Nummer 7“ verbrachte er fast 14 Jahre bei den Tranmere Rovers und die Gesamtanzahl von 585 Pflichtspielen war im Verein zuvor von nur drei anderen Fußballern übertroffen worden.

## Sportlicher Werdegang
John Morrissey, dessen gleichnamiger Vater in den 1960ern ein erfolgreicher Fußballer speziell beim FC Everton gewesen war, begann bei genau diesem Klub die eigene Laufbahn. Direkt nach seinem Schulabschluss schloss er sich den „Toffees“ dauerhaft an und im März 1983 unterschrieb er den ersten Profivertrag. Als antrittschneller rechter Flügelspieler kam er in der englischen Jugendnationalmannschaft zum Zuge, aber in der hochkarätigen ersten Mannschaft des FC Everton konnte er sich bis zum Ende zu Sommer 1985 nicht durchsetzen. Seine einzigen beiden Einsätze waren am 7. November 1984 per Einwechslung im Europapokal der Pokalsieger gegen Inter Bratislava und sein Debüt in der Startelf am letzten Ligaspieltag gegen Luton Town, das jedoch keinen sportlichen Wert mehr besaß, da die „Toffees“ zu diesem Zeitpunkt bereits als englischer Meister festgestanden hatten. Im Mittelfeld agierte er an der Seite von Jason Danskin, Derek Walsh und Neill Rimmer, die gleichsam noch in keinem Meisterschaftsspiel gestanden hatten, und nahezu logischerweise ging die Partie gegen Luton mit 0:2 verloren. Aufgrund mangelnder sportlicher Perspektive ließ ihn Trainer Howard Kendall dann Anfang August 1985 ablösefrei zu den kurz zuvor in die dritte Liga abgestiegenen Wolverhampton Wanderers ziehen.
Das Intermezzo bei den „Wolves“ dauerte gerade einmal zwei Monate an und dies obwohl er in den ersten zehn Meisterschaftsspielen gestanden und gegen die Bolton Wanderers (1:4) das erste Tor in seiner Profikarriere erzielt hatte. Morrissey gab später an, monatelang nicht bezahlt worden zu sein, und so war er erleichtert, als im Oktober 1985 der Viertligist Tranmere Rovers eine Ablösesumme von 8.000 Pfund zu zahlen bereit gewesen war. Mit diesem Wechsel zu dem in Birkenhead beheimateten Klub kehrte er zudem in seine gewohnte Liverpooler Umgebung zurück.
Morrissey verbrachte den kompletten Rest seiner aktiven Profikarriere in Diensten der Rovers und in den fast 14 Jahren sammelte er 585 Pflichtspiele an, womit er hinter Ray Mathias, Harold Bell und Steve Mungall zum Akteur mit den viertmeisten Einsätzen in der Vereinsgeschichte wurde. Nur selten war der Mann mit der Nummer 7 nicht Teil der Mannschaft und er galt langjährig als zuverlässiger Flankengeber für Stürmer wie Ian Muir, Chris Malkin, Jim Steel, John Aldridge und David Kelly. Ihm gelang mit zwei Aufstiegen in den Spielzeiten 1988/89 und 1990/91 zudem der Durchmarsch aus der vierten bis hinauf in die zweithöchste Spielklasse und in den anschließenden sieben Jahren sicherte er jeweils den Klassenverbleib. Dabei war „Mogsy“, wie er üblicherweise bei den Tranmere Rovers genannt wurde, erst zur Mitte der 1990er-Jahre häufiger taktischen Zwängen – besonders in Auswärtsspielen – zum Opfer gefallen. Nach Unstimmigkeiten mit Trainer John King fand er sich in der Saison 1995/96 häufiger in der Ersatzrolle wieder, bevor John Aldridge Kings Nachfolge antrat und damit auch Morrissey wieder Berücksichtigung fand. Aber auch unter Aldrige wurde er innerhalb der Saison 1996/97 weiter vom Stamm- zum Ergänzungsspieler, blieb aber mit seiner Fähigkeit, eine Partie „in die Breite zu ziehen“, trotz seiner mitunter altmodisch wirkenden Spielweise als „klassischer“ Flügelspieler ein wertvoller Bestandteil der Mannschaft. Zu den besonderen Fähigkeiten zählte auch, dass er in prekären Situation den Ball überdurchschnittlich gut zu behaupten vermochte. Sein letztes Jahr endete mit einer Einwechslung in der Liga gegen West Bromwich Albion (3:1) am 9. Mai 1999 und einem Benefizspiel („Testimonial Match“) gegen den FC Everton im Juli 1999. Nach dem Ende seiner aktiven Karriere zog er sich aus dem Fußballgeschäft zurück und begann stattdessen mit seinem Vater im Familienbetrieb zu arbeiten.